# Rynkig myrkottskaktus
Rynkig myrkottskaktus (Ariocarpus fissuratus) är en suckulent geofytisk växt inom myrkottskaktussläktet och familjen kaktusväxter.

## Beskrivning
Rynkig myrkottskaktus är mycket långsamväxande växter och den största delen av plantan befinner sig under jorden då de växer på sina naturliga platser. Den del av de spetsiga utväxterna som sticker upp är grågröna i färgen och blir gulaktiga med åldern. Odlar man däremot dessa växter i kruka brukar hela plantan planteras ovan jord för att den ska trivas bättre. Hela plantan blir från 5 till 15 centimeter i diameter. Utväxterna sitter ganska tätt och är något rundade i spetsen och har ett antal små veck på ovansidan, och de blir en till två centimeter breda och 1,5 till 2,5 långa. Areolerna är ullfyllda, sitter ganska centralt placerade och är utsträckta längs nästan hela dessa utväxter. Blommorna blir från rosa till magenta och blir upp till 4,5 centimeter i diameter. Den efterföljande frukten är så gott som osynlig då den sitter begravd i areolens ull.
Tarahumaraindianerna brukar använda Ariocarpus fissuratus i ceremonier då det är känt att de innehåller psykedeliska alkaloider.
Det vetenskapliga namnet Ariocarpus kommer från grekiskans aria, en typ av ek och carpo’s som betyder frukt. Fissuratus kommer från latinets fissura’tus och betyder sprucken.
På mer lokala språk kallas denna växt för bland annat Chaute, Chautle, False peyote, Living rock, Peyote cimarrón, Star rock, Sunami och Wanamé.

## Förekomst
Ariocarpus fissuratus är utspridd på ett ganska stort område från Big Bendregionen till Pecos River i Texas, ner söderut till Coahuila, Chihuahua och Durango i Mexiko. Ariocarpus fissuratus finns listad i CITES Appendix I och räknas som utrotningshotad.

## Taxonomi
Då det rådde stor förvirring gällande släktet Ariocarpus under en lång tid har många arter, efter en del utredningar, fått byta namn och räknas nu som synonymer:
- Mammillaria fissurata Engelm. 1856
- Anhalonium fissuratum (Engelm.) Engelm. 1859
- Roseocactus fissuratus (Engelm.) A.Berger 1925
- Anahalonium engelmannii Lem. 1868
- Ariocarpus lloydii Rose 1911
- Roseocactus lloydii (Rose) A.Berger 1925
- Roseocactus intermedius Backeb. & Kilian 1960